# Michl Anderl
Michl Anderl (* 11. September 1915 in Bad Tölz; † unbekannt) war ein deutscher Berufssoldat der Bundeswehr, Bergführer und Extremkletterer.

## Leben und Wirken
Michl Anderl war Berufssoldat und Bergsportler. Am 2. Februar 1935 erfasste eine Lawine die Bernau-Hütte am Kampen. Dabei starben zwei Mitglieder des Tölzer Skiclubs im Hirschbach. Anderl überlebte das Unglück verletzt.
Anderl ging nach der Gründung der Bundeswehr zu deren Gebirgstruppe. Er war Ausbilder von Heeresbergführern. Bereits Anfang der 1950er Jahre gelangen ihm schwierige Erstbegehungen im Karwendel. Es folgten zahlreiche große Touren, vor allem in den Westalpen und als Expeditionsbergsteiger.
Bekannt wurde Anderl durch die Zusammenarbeit mit Karl Maria Herrligkoffer, unter dessen Führung er an mehreren Expeditionen ins Himalaya teilnahm. 1960 war er an einer Internationalen Kondus-Expedition in Pakistan beteiligt, sowie an der Erstbesteigungen des Mt Depak (7150 m) mit Ernst Senn, des Silverthrone (6900 m) mit Ernst Senn sowie der Münchner Tinde (2557 m).
Anderl nahm an der Sigi-Löw-Gedächtniss-Expedition zum Nanga Parbat 1970, bei der Günther Messner starb, als bergsteigerischer Leiter teil. In der Folge kam es zu Auseinandersetzungen zwischen Messners Bruder Reinhold Messner und dem Expeditionsleiter Karl Herrligkoffer, weil Herrligkoffer mutmaßte, Reinhold Messner habe seinen Bruder seinem „bergsteigerischen Ehrgeiz geopfert“. Reinhold Messner erstattete Strafanzeige gegen Anderl und Herrligkoffer wegen unterlassener Hilfeleistung. Es kam zu mehreren Gerichtsprozessen, die zu Ungunsten Reinhold Messners endeten. Messner bereute die Anzeigen später nach eigener Darstellung.
Anderl hatte sich über drei Jahrzehnte hinweg eine „erstaunliche Leistungsfähigkeit“ bewahrt, schrieb der DAV zu seinem 65. Geburtstag.